# Alexander Wallasch

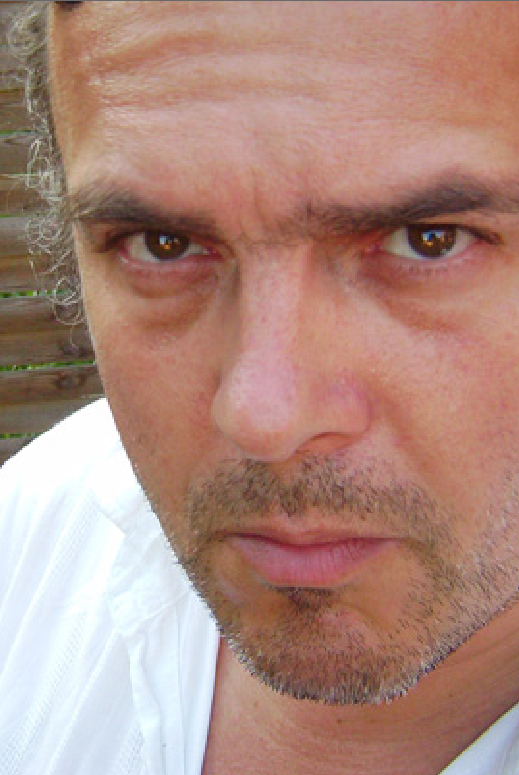
Alexander Wallasch (2013)

Alexander Wallasch (* 1964 in Braunschweig, Pseudonym: Alexander Wall) ist ein deutscher Schriftsteller, Journalist und Blogger. Bekannt wurde er durch seinen Afghanistanheimkehrer-Roman Deutscher Sohn. Als Journalist ist er nach Stationen bei etablierten Medien und später bei rechtsgerichteten Alternativmedien wie Tichys Einblick und reitschuster.de nunmehr primär bei seinem eigenen AfD-nahen Blog aktiv.

## Leben

### Studium und frühere Tätigkeiten
Wallasch studierte Theaterwissenschaft und war in den 1990er Jahren Türsteher und Betreiber verschiedener Szenediskotheken, Cafés und Bars in Braunschweig.

### Publizistisches Wirken
Von 2008 bis 2012 war Wallasch Kolumnist beim Braunschweiger Gratismagazin Subway. Von 2011 bis 2013 stellte er beim inzwischen eingestellten Braunschweiger Musikmagazin Headliner Bücher junger Autoren vor und gehörte auch der Redaktion an. Für The European schrieb er von 2012 bis 2015 eine wöchentliche Kolumne. Wallasch veröffentlichte bis zur Mitte der 2010er Jahre zudem vereinzelt Beiträge in der Zeit, der Süddeutschen Zeitung, der taz, Cicero und der Braunschweiger Zeitung.
Von 2015 bis 2021 schrieb Wallasch Kolumnen für Tichys Einblick.
Dort behauptete er im August 2018, dass die Zahl der ertrunkenen Flüchtlinge im Mittelmeer zurückgegangen sei, nachdem private Hilfsorganisationen zur Einstellung ihrer Seenotrettung gezwungen wurden. Tatsächlich meldete der UNHCR im Juli 222 ertrunkene Flüchtlinge. Das waren zwar weniger als im Ausnahmemonat Juni 2018 mit 629 Ertrunkenen, trotz insgesamt weniger Menschen auf der Mittelmeerfluchtroute aber immer noch mehr als im Juli 2017 mit 132 Toten. Das Medienmagazin Meedia warf Wallasch daher vor, „mit einer abstrusen Zahl über ertrunkene Flüchtlinge Stimmung [zu machen]“.
Christian Niemeyer attestierte Wallasch eine Hinwendung zum Rechtspopulismus, etwa durch Interviews mit Götz Kubitschek, zum Beispiel in der 100. Ausgabe von Sezession, oder mit seinem AfD-nahen Blog.
Von 2021 bis Februar 2022 schrieb Wallasch mehrere Monate auf Boris Reitschusters Plattform reitschuster.de.
Im Januar 2023 platzierte Wallasch in seinem Blog ein Interview mit Hans-Georg Maaßen. Darin beklagte der frühere Verfassungsschutzpräsident einen angeblichen „Rassismus“ gegenüber weißen Menschen. Diesen nicht anzuerkennen sei „Ausdruck einer grün-roten Rassenlehre, nach der Weiße als minderwertige Rasse angesehen werden und man deshalb arabische und afrikanische Männer ins Land holen müsse“.
Wallasch beteiligte sich Anfang 2024 an einer von Julian Reichelts rechtspopulistischer Onlineplattform Nius gegen die stellvertretende SZ-Chefredakteurin Alexandra Föderl-Schmid losgetretenen Kampagne wegen angeblicher Plagiate in ihrer Promotion, setzte die so Angegriffene öffentlich mit dem Nachrichtenfälscher Claas Relotius gleich und behauptete, dass sie den Ruf von AfD-Chefin Alice Weidel „vernichten“ und „sie hinterhältig zu Fall bringen wollte“. Die SZ hatte zuvor über Plagiatsvorwürfe gegen Weidel berichtet und auch über die Entscheidung der Universität Bayreuth, ihr den Doktorgrad nicht abzuerkennen. Föderl-Schmid hatte keinen der entsprechenden vier Beiträge verfasst. Die Plagiatsvorwürfe gegen sie stellten sich später nach Überprüfung durch die Universität Salzburg als unerheblich heraus.
Laut einer Analyse des Bayerischen Verfassungsschutzes für den Zeitraum vom Mai 2023 bis Juli 2024 zählt Wallaschs Blog zusammen mit mindestens 26 anderen Webseiten zu den Medien, deren Beiträge von der russischen Auslandspropaganda gezielt weiterverbreitet werden, um Narrative des Kremls zu stützen und somit die westlichen Gesellschaften zu spalten und den demokratischen Willensbildungsprozess zu beeinflussen (Doppelgängerkampagne). Wallasch bezeichnet diesen Vorwurf als „Schmutzkampage“, der Verfassungsschutz stellte klar, dass Verwendung durch Russland nicht bedeute, dass die betroffenen Medien dies billigen würden.

### Buchveröffentlichungen
2006 erschien unter dem Pseudonym „Alexander Wall“ Wallaschs Debütroman Hotel Monopol. Nachdem er behauptet hatte, dass Fatih Akıns Spielfilmkomödie Soul Kitchen „auffällige Ähnlichkeiten“ mit seinem Roman besitze und dessen Verfilmung sei, erwirkte Akin gegen Wallasch vor Gericht eine einstweilige Verfügung, die ihm diese Behauptung untersagte. Susan Vahabzadeh stellte in der Süddeutschen Zeitung zwar die eine oder andere Gemeinsamkeit der Handlung fest, befand aber, dass Wallaschs Roman „eine Schwäche fürs halbseiden Vulgäre zur Schau“ stelle, „die Fatih Akin nun wirklich nicht hat“.
2010 folgte der zusammen mit Ingo Niermann verfasste und dann im Feuilleton kontrovers diskutierte Roman über Afghanistanheimkehrer Deutscher Sohn.
Eckhard Schimpf schrieb für die Braunschweiger Zeitung über Wallaschs Pferdefleisch und Plastikblumen: Geschichten und Kolumnen aus der Schattenwirtschaft von 2013: „Wallasch […] hat seine Heimatstadt auf eine Weise porträtiert, wie es vor ihm kaum einer getan hat. Er hält nichts von Schnulzen und vom Schönreden. Er erzählt schonungslos, nicht selten leicht schmuddelig. Doch manchmal mit leichtem Augenzwinkern, wenn er sich selbst ins Spiel bringt.“ European-Kollegin Birgit Kelle sah die Stärke des Buches in der Selbstreflexion des Autors.

## Veröffentlichungen
- (als „Alexander Wall“) Hotel Monopol, Ventil Verlag, Mainz 2006, 1. Aufl. ISBN 978-3-931555-82-5
- (zusammen mit Ingo Niermann) Deutscher Sohn, Blumenbar Verlag, Berlin 2010, ISBN 978-3-936738-75-9
- Pferdefleisch und Plastikblumen: Geschichten und Kolumnen aus der Schattenwirtschaft, Ventil-Verlag, Mainz 2013, 1. Aufl. ISBN 978-3-95575-007-7 Mit einem Vorwort von Matthias Matussek.

## Auszeichnung
- 2014: Goldener Maulwurf des Portals Der Umblätterer für die besten Feuilltontexte des Jahres (Platz 9)[28]